# Васаевы
Васаевы (Восаевы) — древний русский дворянский род.
Официально, никто из потомков, ни в XVIII, ни в XIX веках в дворянстве не утверждался.

## История рода
Постник Иванович получил в Бежецкой пятине старое поместье своего отца (1563), там же владел поместьем Роман Иванович (1586). В Новгородском походе Ивана IV Грозного, по дороге в Бежецкой пятине казнён Михаил Васаев (1569), а позже в Москве при казнях семей опальных новгородцев казнена Марья Васаева (1570), их имена занесены в синодик опальных.
В первой половине XVI столетия помещиками Тверского уезда числились четверо представителей рода. Матвей Ильич служил по Твери (1585), а его сын Афанасий тверским городовым дворянином по дворовому списку (1622).
Пятеро Васаевых владели населёнными имениями (1699).

## Известные представители
- Васаев Осип Иванович — кашинский городовой дворянин (1622).
- Васаев Михаил Афанасьевич — московский дворянин (1658—1668).
- Васаевы: Иван Меньшой, Василий и Андрей Михайловичи, Осип Афанасьевич — стряпчие (1680—1693).
- Васаевы: Иван Большой и Конон Михайловичи — стольники (1692)[2][3].